# Pala (přítok Minije)
Pala je řeka na západě Litvy (Telšiaiský kraj). Je dlouhá 20,2 km. Řeka teče směrem jihozápadním, od Tverského lesa směrem severozápadním, později severním. Vlévá se do řeky Minija 172,3 km od jejího ústí jako levý přítok.

## Průběh toku
Horní tok začíná velikým obloukem obkružujícím ves Užpelai (na cestě Tverai – Giliogiris, neplést se stejnojmennou vsí na dolním toku) na pravém břehu. Most cesty Medingėnai – Rietavas. Na levém břehu ves Patyris, na pravém Užduobulis, do Minije se vlévá za vsí Užpeliai (na cestě Medingėnai – Plungė, neplést se stejnojmennou vsí na horním toku).

## Přítoky
Do Paly byl sveden původně horní tok řeky Aitra nyní pod jménem Aitralė.
- Levé:

| Hydrologické pořadí | Řeka       | Délka (km) | Povodí (km²) | Vzdálenost od ústí (km) | Ústí kde | Koordináty ústí |
| ------------------- | ---------- | ---------- | ------------ | ----------------------- | -------- | --------------- |
| 17010081            | P – 5      | 2,6        | 1,8          | 19,4                    |          |                 |
| 16010160            | Aitralė    |            |              | 15,4                    |          |                 |
| 17010082            | Pilsupis   | 3,0        | 4,8          | 15,4                    |          |                 |
| 17010086            | P – 3      | 2,8        | 2,5          | 9,2                     |          |                 |
| 17010087            | P – 1      | 4,9        | 9,2          | 8,2                     |          |                 |
| 17010092            | Raudonupis | 2,6        | 4,7          | 1,6                     |          |                 |

- Pravé:

| Hydrologické pořadí | Řeka     | Délka (km) | Povodí (km²) | Vzdálenost od ústí (km) | Ústí kde | Koordináty ústí |
| ------------------- | -------- | ---------- | ------------ | ----------------------- | -------- | --------------- |
| 17010083            | P – 2    | 2,5        | 1,7          | 11,3                    |          |                 |
| 17010084            | Tidis    | 3,9        | 12,2         | 9,4                     |          |                 |
| 17010091            | Inskauda | 4,2        | 3,1          | 6,8                     |          |                 |
| 17010089            | Duobulis | 11,4       | 28,6         | 3,3                     |          |                 |